# Droga wojewódzka nr 711
Droga wojewódzka nr 711 (DW711) – dawna droga wojewódzka w województwie mazowieckim o długości 2 kilometrów. Łączyła stację kolejową Warszawa Falenica z drogą wojewódzką nr 801. Droga w całości biegła w granicach Warszawy, jako część ulicy Bysławskiej.
W 2019 roku na mocy uchwały sejmiku województwa trasa na całej długości została przeklasyfikowana na drogę powiatową.
W latach 1986–1998 trasa posiadała następujący przebieg: Stryków – Zgierz – Konstantynów Łódzki – Pabianice. Odcinek ten jest obecnie częścią drogi wojewódzkiej nr 714.